# Гаррі Тертлдав
Гаррі Норман Тертлдав (англ. Harry Turtledove; нар. 14 червня 1949) — американський письменник, який найбільше відомий своїми роботами в жанрах альтернативної історії, історичної фантастики, фентезі, наукової фантастики та містичної фантастики. Він студент історії та захистив докторську дисертацію з історії Візантії. Його дисертація була присвячена періоду 565—582 років нашої ери. Він живе в Південній Каліфорнії.
Окрім свого імені при народженні, Тертледов пише під різними псевдонімами: Ерік Айверсон, Г. Н. Туртелтауб, Ден Черненко та Марк Гордіан. Він почав публікувати романи у сфері фентезі з 1979 року та продовжує писати, а останній — «Або навіть орел летів» (2021) про Амелію Ергарт і Другу світову війну.

## Раннє життя
Тертледов народилася в Лос-Анджелесі, Каліфорнія, 14 червня 1949 року і виріс в Гардені в Південній Каліфорнії. Його дідусь і бабуся по батьківській лінії, які були румунськими євреями, спочатку емігрували до Вінніпегу, Манітоба. Потім вони переїхали до Каліфорнії в Сполучених Штатах. У ранньому віці він навчався в місцевих державних школах.
Кинувши навчання на першому курсі Каліфорнійського технологічного інституту, Тертледов вступив до Каліфорнійського університету в Лос-Анджелесі, де отримав ступінь бакалавра та отримав ступінь доктора філософії з історії Візантії в 1977 році. Його дисертація була "Безпосередні наступники Юстиніана: дослідження перської проблеми та безперервності та змін у внутрішніх світських справах у пізній Римській імперії під час правління Юстина II і Тиберія II Костянтина (565—582 рр. н. е.).

## Кар'єра
Тертледов опублікував свої перші два романи, Перевтілена кров і Перевтілена ніч, у 1979 році під псевдонімом «Ерік Г. Айверсон». Пізніше він пояснив, що його редактор у Belmont Tower не думав, що люди повірять, що справжнє ім'я автора було «Тертледов», і придумав щось більш скандинавське. До 1985 року він продовжував використовувати «Айверсон». Іншим раннім псевдонімом був «Марк Гордіан».
Того року він опублікував Гербіг-Гаро and Отже, до ліжка під своїм справжнім іменем. У 1998 році він почав публікувати історичні романи під псевдонімом «Х. Н. Туртельтауб» («Turteltaube» німецькою мовою означає «горлиця»). Видав три книги під назвою «Дан Черненко» (серія «Жезл милосердя»).
Він написав кілька творів у співпраці, зокрема «Два Георга» з Річардом Дрейфусом, «Смерть у Весунні» зі своєю першою дружиною Бетті Тертледов (псевдонім: Елейн О'Бірн); «Домашні боги» з Джудіт Тарр; та інші разом із Сьюзен Шварц, С. М. Стірлінгом і Кевіном Р. Сандесом.
Тертледов отримав премію Гомера за оповідання в 1990 році за «Призначений кілер», премію Джона Естена Кука за південну фантастику в 1993 році за «Зброя Півдня» та премію Г'юго за новеллу в 1994 році за «Внизу в Боттомленді». «Потрібно і потрібно» був номінований на премію Г'юго 1996 року та премію Неб'юла за найкращий роман і отримав почесну згадку за премію Sidewise Award за альтернативну історію 1995 року. «Два Георга» також отримали почесну згадку за премію Sidewise за альтернативну історію 1995 року.
Його серія «Світова війна» отримала нагороду Sidewise Award за почесну згадку про альтернативну історію в 1996 році. У 1998 році його роман «Як мало залишилося» отримав премію Sidewise Award за альтернативну історію. Свою другу нагороду Sidewise Award він отримав у 2003 році за роман «Панування Британією». Він отримав свою третю нагороду Sidewise за оповідання «Циґунер» і четверту за оповідання «Різдвяне перемир'я».
1 серпня 1998 року Тертледов був названий почесним полковником штату Кентуккі як почесний гість на Ріверкон XXIII у Луїсвіллі, штат Кентуккі. Його «Гладіатор» став лауреатом премії «Прометей» 2008 року.
Тертледов був ведучим Chicon 2000, 58-го Всесвітнього конгресу наукової фантастики.
Publishers Weekly охрестив Тертледова «Майстром альтернативної історії». У цьому жанрі він відомий створенням оригінальних сценаріїв альтернативної історії, таких як виживання Візантійської імперії чи вторгнення інопланетян під час Другої світової війни. Крім того, йому приписують оригінальне трактування альтернативних тем, якими займалися багато інших, як-от перемога Півдня в громадянській війні в США чи перемога нацистської Німеччини під час Другої світової війни. Його романам приписують привнесення альтернативної історії в мейнстрім.

## Особисте життя
Він одружений на письменниці містики і наукової фантастики Лаурі Франкос. Його шурин — автор фентезі Стівен Франкос.